# Lingue di gatto
Le lingue di gatto (dal francese: langue de chat) sono biscotti della tradizione francese che accompagnano spesso creme, macedonie e gelati. Devono il loro nome alla loro forma stretta ed allungata, che ricorda per l'appunto la lingua di un gatto.

## Tipologie
In Francia le lingue di gatto si trovano comunemente nelle pasticcerie e nei forni. A differenza di altri paesi, come Germania e Austria, la ricetta francese non prevede l'uso di cacao. Esiste una variante chiamata "Lingue feline arrotolate", sono lingue di gatto arrotolate appena uscite dal forno (quando sono ancora morbide) e riempite di crema di cioccolato.